# Acantuerta
Acantuerta es un  género de lepidópteros de la familia Noctuidae.

## Especies
- Acantuerta ladina Jordan, 1926
- Acantuerta thomensis Jordan, 1904